# 舜玉路街道
舜玉路街道，是中华人民共和国山東省济南市市中区下辖的一个乡镇级行政单位。

## 行政区划
舜玉路街道下辖以下地区：
舜园社区、舜中社区、舜岭社区、东八社区、舜函社区、张安新村社区、省财政学院家属社区、省财政厅宿舍家属社区、省交通厅家属社区、省电视厅家属社区、省城建学校家属社区、省人大三宿舍家属社区、省府小区家属社区、济南大学家属社区、舜玉花园家属社区、省社科院家属社区、省安全厅家属社区、省出版总局三宿舍家属社区、省公安厅家属社区、武警宿舍家属社区、省体育中心宿舍家属社区、舜玉社区、舜绣社区和伟东新都第一社区。